# Mistrzostwa Świata w Piłce Nożnej Kobiet 2007 (składy)
Składy finalistów Mistrzostw Świata w Piłce Nożnej Kobiet 2007
Następujące zawodniczki i trenerzy wzięli udział (lub przynajmniej zostali zgłoszeni jako uczestnicy) w meczach finałowych Mistrzostw Świata 2007 w piłce nożnej kobiet rozegranych w Chinach.

## Anglia
| Reprezentacja Anglii |

- Bramka: Rachel Brown, Siobhan Chamberlain, Carly Telford
- Obrona: Alex Scott, Casey Stoney, Faye White, Mary Phillip, Anita Asante, Rachel Unitt, Lindsay Johnson
- Pomoc: Katie Chapman, Fara Williams, Kelly Smith, Jill Scott, Vicky Exley
- Atak: Karen Carney, Eniola Aluko, Rachel Yankey, Sue Smith, Jodie Handley, Lianne Sanderson
  - Trener: Hope Powell

## Argentyna
| Reprezentacja Argentyny |

- Bramka: Romina Ferro, Vanina Noemí Correa, Elisabeth Minnig
- Obrona: Eva Nadia González, Valeria Cotelo, Gabriela Patricia Chávez, Carmen Brusca, Sabrina Barbitta, Clarisa Belén Huber, Catalina Pérez
- Pomoc: Rosana Itatí Gómez, María Florencia Quiñones, Florencia Mandrile, Fabiana Vallejos
- Atak: Ludmila Manicler, Natalia Gatti, Emilia Mendieta, Andrea Ojeda, María Belén Potassa, Analia Almeida, Mercedes Pereyra
  - Trener: José Carlos Borrello

## Australia
| Reprezentacja Australii |

- Bramka: Melissa Barbieri, Lydia Williams, Emma Wirkus
- Obrona: Kate McShea, Dianne Alagich, Cheryl Salisbury, Rhian Davies, Heather Garriock, Thea Slatyer, Clare Polkinghorne
- Pomoc: Alicia Ferguson, Joanne Peters, Collette McCallum, Sally Shipard, Lauren Colthorpe, Danielle Small
- Atak: Caitlin Munoz, Sarah Walsh, Lisa De Vanna, Kathryn Gill, Joanne Burgess
  - Trener: Tom Sermanni

## Brazylia
| Reprezentacja Brazylii |

- Bramka: Andréia, Bárbara, Thais
- Obrona: Elaine, Aline, Tânia, Rosana, Mônica, Simone, Daiane, Michele
- Pomoc: Pretinha, Renata Costa, Daniela, Maycon, Grazielle, Ester
- Atak: Formiga, Marta, Cristiane, Kátia
  - Trener: Jorge Barcellos

## Chińska Republika Ludowa
| Reprezentacja Chińskiej Republiki Ludowej |

- Bramka: Zhang Yanru, Han Wenxia, Xu Meishuang
- Obrona: Weng Xinzhi, Li Jie, Wang Kun, Pu Wei, Zhou Gaoping, Liu Yali, Zhang Ying
- Pomoc: Song Xiaoli, Xie Caixia, Bi Yan, Pan Lina, Qu Feifei, Li Dongna, Zhang Tong
- Atak: Han Duan, Ma Xiaoxu, Zhang Ouying, Liu Sa
  - Trener: Marika Domanski-Lyfors

## Dania
| Reprezentacja Danii |

- Bramka: Heidi Johansen, Tine Cederkvist, Susanne Graversen
- Obrona: Mia Olsen, Katrine Pedersen, Gitte Andersen, Bettina Falk, Dorte Dalum, Mariann Gajhede, Christina Orntoft
- Pomoc: Louise Hansen, Cathrine Paaske Sorensen, Julie Rydahl Bukh, Anne Dot Eggers Nielsen, Janne Madsen, Line Roddik, Camilla Sand
- Atak: Maiken Pape, Merete Pedersen, Stine Dimun, Johanna Rasmussen
  - Trener: Kenneth Heiner-Moller

## Ghana
| Reprezentacja Ghany |

- Bramka: Gladys Enti, Memunatu Sulemana, Fati Mohammed
- Obrona: Aminatu Ibrahim, Mavis Danso, Patricia Ofori, Olivia Amoako, Yaa Avoe, Lydia Ankrah, Hamdya Abass
- Pomoc: Doreen Awuah, Florence Okoe, Sheila Okai, Adjoa Bayor, Belinda Kanda, Memuna Darku
- Atak: Safia Rahman, Anita Amenuku, Gloria Foriwa, Rumanatu Tahiru, Anita Amankwa
  - Trener: Isaac Paha

## Japonia
| Reprezentacja Japonii |

- Bramka: Miho Fukumoto, Nozomi Yamago, Misaki Amano
- Obrona: Hiromi Isozaki, Yukari Kinga, Kyoko Yano, Kozue Ando, Nayuha Toyoda, Azusa Iwashimizu, Rumi Utsugi
- Pomoc: Miyuki Yanagita, Ayumi Hara, Tomomi Miyamoto, Tomoe Sakai, Homare Sawa, Aya Miyama, Mizuho Sakaguchi
- Atak: Eriko Arakawa, Mio Otani, Yuki Nagasato, Shinobu Ohno
  - Trener: Hiroshi Ohashi

## Kanada
| Reprezentacja Kanady |

- Bramka: Erin McLeod, Karina Leblanc, Taryn Swiatek
- Obrona: Kristina Kiss, Tanya Dennis, Martina Franko, Randee Hermus, Brittany Timko, Melanie Booth, Robyn Gayle
- Pomoc: Sophie Schmidt, Diana Matheson, Candace-Marie Chapman, Amy Walsh, Melissa Tancredi, Andrea Neil, Katie Thorlakson
- Atak: Rhian Wilkinson, Christine Sinclair, Kara Lang, Jodi-Ann Robinson
  - Trener: Even Pellerud

## Korea Północna
| Reprezentacja Korei Północnej |

- Bramka: Phi Un-hui, Yun Hyon-hi, Jon Myong-hui
- Obrona: Om Jong-ran, Yun Song-mi, Song Jong-sun, Jang Yong-ok, Sonu Kyong-sun, Kong Hye-ok, Hong Myong-gum
- Pomoc: Kim Kyong-hwa, Kim Ok-sim, Ho Sun-hui, Ri Un-suk, Ri Un-gyong
- Atak: Kil Son-hui, Ri Kum-suk, Ho Un-byol, Kim Yong-ae, Jong Pok-sim
  - Trener: Kim Kwang-min

## Niemcy
| Reprezentacja Niemiec |

- Bramka: Nadine Angerer, Ursula Holl, Silke Rottenberg
- Obrona: Kerstin Stegemann, Saskia Bartusiak, Babett Peter, Annike Krahn, Sandra Minnert, Sonja Fuss, Ariane Hingst
- Pomoc: Renate Lingor, Kerstin Garefrekes, Linda Bresonik, Melanie Behringer, Simone Laudehr, Fatmire Bajramaj
- Atak: Sandra Smisek, Birgit Prinz, Anja Mittag, Martina Müller, Petra Wimbersky
  - Trener: Silvia Neid

## Nigeria
| Reprezentacja Nigerii |

- Bramka: Precious Dede, Tochukwu Oluehi, Aladi Ayegba
- Obrona: Ayisat Yusuf, Onome Ebi, Christie George, Faith Ikidi, Ulumma Jerome, Yinka Kudaisi, Lilian Cole
- Pomoc: Efioanwan Ekpo, Gift Otuwe, Ogonna Chukwudi, Maureen Mmadu, Maureen Eke
- Atak: Perpetua Nkwocha, Stella Mbachu, Ifeanyi Chiejine, Rita Chikwelu, Chi-Chi Igbo, Cynthia Uwak
  - Trener: Ntiero Effiom

## Norwegia
| Reprezentacja Norwegii |

- Bramka: Bente Nordby, Erika Skarbø, Christine Nilsen
- Obrona: Ane Stangeland Horpestad, Gunhild Følstad, Siri Nordby, Camilla Huse, Trine Rønning, Marit Fiane Christensen
- Pomoc: Ingvild Stensland, Solveig Gulbrandsen, Madeleine Giske, Marie Knutsen, Lene Storløkken
- Atak: Ragnhild Gulbrandsen, Isabell Herlovsen, Melissa Wiik, Lise Klaveness, Leni Larsen Kaurin, Guro Knutsen, Lene Mykjåland
  - Trener: Bjarne Berntsen

## Nowa Zelandia
| Reprezentacja Nowej Zelandii |

- Bramka: Jenny Bindon, Stephanie Puckrin, Rachel Howard
- Obrona: Ria Percival, Maia Jackman, Abby Erceg, Rebecca Smith, Hannah Bromley, Marlies Oostdam
- Pomoc: Katie Hoyle, Hayley Moorwood, Annalie Longo, Simone Ferrara, Emma Humphries, Priscilla Duncan, Emily McColl
- Atak: Zoe Thompson, Wendi Henderson, Alexandra Riley, Rebecca Tegg, Merissa Smith
  - Trener: John Herdman

## Stany Zjednoczone
| Reprezentacja Stanów Zjednoczonych |

- Bramka: Hope Solo, Briana Scurry, Nicole Barnhart
- Obrona: Marian Dalmy, Christie Rampone, Cat Whitehill, Tina Ellertson, Stephanie Lopez, Kate Markgraf
- Pomoc: Shannon Boxx, Lori Chalupny, Aly Wagner, Carli Lloyd, Leslie Osborne, Angela Hucles, Marci Jobson
- Atak: Abby Wambach, Kristine Lilly, Heather O’Reilly, Lindsay Tarpley, Natasha Kai
  - Trener: Greg Ryan

## Szwecja
| Reprezentacja Szwecji |

- Bramka: Hedvig Lindahl, Sofia Lundgren, Kristin Hammarström
- Obrona: Karolina Westberg, Stina Segerström, Hanna Marklund, Sara Thunebro, Sara Larsson, Frida Östberg, Anna Paulson, Charlotte Rohlin
- Pomoc: Caroline Seger, Charlotta Schelin, Therese Sjögran, Nilla Fischer, Linda Forsberg
- Atak: Therese Lundin, Hanna Ljungberg, Victoria Svensson, Sara Johansson, Madelaine Edlund
  - Trener: Thomas Dennerby